# 卡洛·马泰乌奇
卡洛·马泰乌奇（義大利語：Carlo Matteucci，1811年6月21日—1868年6月25日），意大利物理学家和神经生理学家，生物电研究的先驱。

## 生平
卡洛·马泰乌奇出生于罗马涅省的弗利。他的父亲是医生温琴佐·马泰乌奇，母亲是基娅拉·福尔菲。1825年至1828年，他在博洛尼亚大学学习数学，1829年获得博士学位。1829年至1831年，他在巴黎综合理工学院从事研究。1832年，他回到意大利，先后在博洛尼亚（1832年），佛罗伦萨，拉文纳（1837年）和比萨从事研究。
1847年起，他积极参与政治活动，1860年被选为意大利参议员，同时成为意大利电报线路的总监。两年后，他被任命为教育部长。
1868年，马泰乌奇死于Ardenza附近的里窝那。

## 著作
马特乌奇的主要著作包括:
- Lezioni di fisica (2 vols., Pisa, 1841)
- Lezioni sui fenomeni fisico-chimici dei corpi viventi (Pisa, 1844)
- Manuale di telegrafia electrica (Pisa, 1850)
- Cours spécial sur l'induction, le magnétisme de rotation, etc. (Paris, 1854).
- Trattato dei fenomeni elettrofisiologici degli animali (1844)
- Corso di elettrofisiologia (1857)

他的许多论文都发表在Annales de chimie et de physique（1829-1858）上；并且其中很多也刊登在了意大利的科学期刊上。